# Lamine Yamal
Lamine Yamal Nasraoui Ebana (født 13. juli 2007) er en spansk professionel fodboldspiller, som spiller for La Liga-klubben FC Barcelona og Spaniens landshold. Han anses som et af de største talenter i verden og fik sit førsteholdsgennembrud som bare 15-årig.

## Klubkarriere

### Barcelona
Yamal kom igennem FC Barcelonas ungdomsakademi, hvor han blev anset som en af akademiets største talenter i mange år. Han fik sin debut for førsteholdet den 29. april 2023 i en La Liga-kamp imod Real Betis, og i en alder af 15 år og ni måneder blev han hermed den femteyngste spiller i La Liga nogensinde og den næstyngste Barcelona-spiller nogensinde – kun overgået af Armando Sagi, der debuterede som 15-årig i 1922. Han scorede sit første mål for klubben den 8. oktober 2023 i en kamp imod Granada og blev hermed den yngste målscorer i La Liga nogensinde. Hans store gennembrud kom i 2023-24 sæsonen, hvor han som 16-årig blev etableret som fast mand på holdet.

## Landsholdskarriere

### Ungdomslandshold
Yamal har repræsenteret Spanien på flere ungdomsniveauer. Han var blandt andet med ved U/17-EM 2023, hvor han scorede målet i semifinalen, da Spanien tabte 1-3 til Frankrig.

### Seniorlandshold
Yamal debuterede for Spaniens A-landshold den 8. september 2023 i en kamp imod Georgien. Han scorede i sin debutkamp og blev hermed både den yngste spiller og målscorer på det spanske landshold nogensinde.

#### EM 2024
Yamal blev valgt som del af Spaniens trup til EM 2024 og blev hermed den yngste spiller nogensinde ved en EM-slutrunde. Den 9. juli 2024 scorede han i semifinalekampen imod Frankrig, og blev hermed også den yngste målscorer i en EM-slutrunde. Kampen endte med en 2-1 sejr til Spanien.
Yamal startede på banen i EM-finalen, hvor at Spanien mødte England. Spanien vandt kampen 2-1 og Yamal lavede assist på det første spanske mål, som blev scoret af Nico Williams i det 47' minut. Efter kampen blev Yamal kåret som den bedste U/21-spiller ved turneringen, og med sine fire assist, så sluttede han som turneringens topassister.

## Privat
Yamal er født i Esplugues de Llobregat af en far fra Marokko og en mor fra Ækvatorialguinea.